# Mario Gavranović
Mario Gavranović, né le 24 novembre 1989 à Lugano en Suisse, est un footballeur international suisse d'origine croate. Il jouait 
au poste d'Attaquant.

## Biographie

### En club

#### Débuts professionnels en Suisse (2006-2010)
Gavranović marque ses premiers buts professionnels avec le FC Lugano et attire déjà quelques recruteurs. Le jeune joueur préfère néanmoins ne pas brûler les étapes et signe en faveur du club d'Yverdon, où il rejoint son ancien entraîneur des M21 luganais Vittorio Bevilacqua. Gavranović se montre décisif à 8 reprises au sein du club de Challenge League. 
Il fait le saut en Super League la saison suivante par l'intermédiaire du club de Neuchâtel Xamax FC. Le joueur fait office de titulaire indiscutable en attaque, en soutien d'Ideye Brown sous les ordres de Pierre-André Schürmann. Lors de sa saison 2009-2010, il dispute 17 matchs et marque à 8 reprises et se révèle au grand public à 19 ans. 

#### Transfert vers l'Allemagne (2010-2012)
Dans la foulée, il décide de partir à l'étranger et de signer en Allemagne dans le club de Schalke 04, où il se retrouve en concurrence avec des joueurs tels que Raul, Klaas-Jan Huntelaar et Edu pour des postes similaires. Gavranović marque un but vital pour Schalke 04 face à Valence, lors des matchs de Ligue des champions puis se blesse et reste indisponible pour la suite de la saison.
Le 31 août 2011, il est prêté par Schalke 04 à Mayence jusqu'à la fin de la saison, avec option d'achat pour un contrat jusqu'en 2016. Il fait ses débuts avec son club face à Hoffenheim en rentrant à la 64e en tant que remplaçant de Andreas Ivanschitz le 10 septembre 2011.

#### Retour en Suisse (2012-2016)
En mai 2012, l'international suisse rompt son contrat à l'amiable avec Schalke 04 pour rejoindre le FC Zurich. Gavranović s'engage jusqu'en 2016 avec le club suisse. Gavranović marque son premier but sur penalty avec le FC Zurich lors de la première journée de Super League se déroulant face au FC Lucerne. 

#### HNK Rijeka (2016-2018)
En janvier 2016, il rejoint la Croatie en s'engageant pour deux ans et demi au HNK Rijeka. Il quitte le club en 2018.

#### Dinamo Zagreb (2018-2021)
En mars 2018, il signe au Dynamo Zagreb. 
Le 17 octobre 2020, Gavranović réalise un triplé en championnat contre le HNK Gorica. Il est titularisé et permet à son équipe de s'imposer (3-2 score final).
Il annonce qu'il quitte le club en juin 2020, mais il restera jusqu'en 2021.

#### Kayserispor (2021-2023)
En août 2021, il quitte le championnat croate pour rejoindre le championnat turc: le Kayserispor,. Il inscrit son 1er but en octobre 2021 lors de sa 1re titularisation et est aussi l'auteur de deux assists mais cela n’a malheureusement pas suffi à Kayserispor qui a été battu 6-3 par Alanyaspor,.
En octobre 2023, il est annoncé qu'il prend sa retraite après 17 ans de carrière.

### En équipe nationale

#### Avec les espoirs suisses
Gavranović participe à l'Euro M21 des espoirs suisses au Danemark et se retrouve en vive concurrence avec Admir Mehmedi et Nassim Ben Khalifa. Il sera une seule fois titulaire lors de cet Euro mais rentrera en cours de jeu lors des matchs suivants et fera des entrées convaincantes. Lui et ses coéquipiers se qualifient pour la finale de l'Euro M21 face à l'Espagne espoir et gagnent leur ticket pour représenter leur nation lors des Jeux olympiques de Londres. 
Pierluigi Tami sélectionneur des espoirs suisses au sujet de Gavranović : « Sa force, c’est sa personnalité, sa volonté de se battre, en plus de sa capacité à toujours être placé là où tombe le ballon. Il sait lire les situations et a un terrible sens du but. ».

#### Avec l'équipe nationale
Mario Gavranović répond positivement au sélectionneur national suisse, Ottmar Hitzfeld, en 2011 et portera désormais le maillot rouge à croix blanche. Sa première sélection a lieu pour le match de qualification à l'Euro 2012 face à la Bulgarie. 
Gavranović fait son retour en équipe nationale le 15 août 2012 pour un match amical opposant la Suisse à la Croatie, pays d'origine de la maman du joueur. Gavranović rentre à la 46e et inscrit ses deux premières réalisations avec l'équipe nationale suisse.
Le joueur helvétique se blesse durant un entraînement lors de la Coupe du monde 2014 et souffre d'une déchirure d'un ligament croisé au genou droit. Il se retrouve contraint de rentrer en Suisse sans avoir pu fouler les terrains brésiliens et sera indisponible pour une durée de près de 6 mois. Gavranović joua finalement son premier mondial lors de la Coupe du monde 2018 en Russie où la Nati atteindra les 1/8e de finale éliminée par la Suède.  
Lors de l’Euro 2020 en huitièmes de finale face à la France, il se montre décisif notamment en inscrivant le but égalisateur du 3-3 permettant à l’équipe de Suisse de poursuivre le match en prolongation, s’en suivra la qualification de la Nati pour les 1/4 de finale de la compétition. 
Le 15 septembre 2022, il annonce qu'il met un terme à sa carrière internationale,,. Il explique sa décision lors d'une conférence de presse le 17 septembre,.

##### Buts en sélection nationale
| #           | Date             | Stade                                   | Adversaire    | Résultat        | Buts        |
| ----------- | ---------------- | --------------------------------------- | ------------- | --------------- | ----------- |
| 1. 2.       | 15 août 2012     | Stade Poljud, Split, Croatie            | Croatie       | Victoire suisse | 52e 81e     |
| 3.          | 12 octobre 2012  | Stade de Suisse, Berne, Suisse          | Norvège       | Nul             | 79e         |
| 4.          | 16 octobre 2012  | Laugardalsvöllur, Reykjavik, Islande    | Islande       | Victoire        | 79e         |
| 5.          | 27 mars 2018     | Swissporarena, Lucerne, Suisse          | Panama        | Victoire        | 49e         |
| 6.          | 12 octobre 2018  | Stade Roi Baudouin, Bruxelles, Belgique | Belgique      | Défaite         | 76e         |
| 7.          | 8 septembre 2019 | Stade de Tourbillon, Sion, Suisse       | Gibraltar     | Victoire        | 87e         |
| 8.          | 7 octobre 2020   | Kybunpark, Saint-Gall, Suisse           | Croatie       | Défaite         | 31e         |
| 9. 10.      | 13 octobre 2020  | RheinEnergieStadion, Cologne, Allemagne | Allemagne     | Nul             | 5e 56e      |
| 11.         | 31 mars 2021     | Kybunpark, Saint-Gall, Suisse           | Finlande      | Victoire        | 21e         |
| 12. 13. 14. | 3 juin 2021      | Kybunpark, Saint-Gall, Suisse           | Liechtenstein | Victoire        | 19e 75e 79e |
| 15.         | 28 juin 2021     | Arena Națională, Bucarest, Roumanie     | France        | Nul             | 90e         |
| 16.         | 12 octobre 2021  | Stade LFF, Vilnius, Lituanie            | Lituanie      | Victoire        | 94e         |

## Palmarès

### Titres remportés en sélection nationale
- Suisse Espoirs
  - Championnat d'Europe de football espoirs 2011
    - Finaliste : 2011

### Titres remportés en club
| - FC Schalke 04 - Coupe d'Allemagne (1) : - Vainqueur : 2011. - Supercoupe d'Allemagne (1) : - Vainqueur : 2011. |  | - FC Zurich - Coupe de Suisse (1) : - Vainqueur : 2014. |  | - HNK Rijeka - Championnat de Croatie (1) - 2017 - Coupe de Croatie (1) - 2017 |  | - Dinamo Zagreb - Championnat de Croatie (5) - 2018, 2019, 2020, 2021 et 2022. - Coupe de Croatie (2) - 2018 et 2021 |